# رحیم‌آباد (صالح‌آباد)
رحیم‌آباد (تربت جام)، روستایی از توابع شهرستان صالح‌آباد در استان خراسان رضوی ایران است.

## جمعیت
این روستا در دهستان قلعه حمام قرار دارد و براساس سرشماری مرکز آمار ایران در سال ۱۳۸۵، جمعیت آن ۷۶ نفر (۱۶خانوار) بوده‌است.